# گروه (فیلم ۱۹۶۶)
گروه (انگلیسی: The Group) فیلمی به کارگردانی سیدنی لومت است که در سال ۱۹۶۶ منتشر شد. از بازیگران آن می‌توان به کندیس برگن، جوآن هکت، الیزابت هارتمن، شرلی نایت و جسیکا والتر اشاره کرد.